# Oriscus
L'Oriscus (termine di origine oscura, probabilmente dal latino aboriscor, perire) è un neuma che viene utilizzato nella notazione del canto gregoriano.

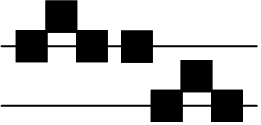
Formula tipo finale

È una sorta di apostrofo che viene messo alla fine di taluni elementi neumatici e non viene fuso con ciò che lo precede.
L'oriscus sottolinea il concatenamento con la nota che lo segue, solitamente più bassa.

Nella notazione corsiva, l'oriscus isolato ha la forma di una tilde rovesciata.

Diversamente dalla stropha, l'oriscus lo si può incontrare su una sillaba isolata.
L'oriscus gioca un ruolo assimilabile al quilisma, in quanto nota che indica un concatenamento.
Nel repertorio gregoriano, l'esempio più frequente è la formula tipo finale, che comprende un oriscus tra due torculus.

## Esecuzione di un concatenamento ritmico
Per ottenere un'esecuzione fluida, un legato ritmico, è meglio interpretarlo come una nota di rilancio:
- Il neuma che lo precede viene progressivamente rallentato, come se si stesse preparando un arresto (ritmo finale) sull'ultima nota del primo neuma. È come se l'oriscus fosse rimpiazzato dalle due barre di fine pezzo.
- L'oriscus risveglia il rallentamento generale, ripartendo sull'ultima nota del gruppo senza lasciargli la durata che sarebbe stata naturale per una finale. È una nota d'attacco ed una ripresa in controtempo, ma senza accentuazione sia in forza che in durata. Essendo all'unisono, la sua esecuzione ritmica è simile a quella di un pressus.
- Questo risveglio rilancia il ritmo e permette l'aggiunta di uno o più neumi supplementari.